# إيبيرانجا دو بياوي
إيبيرانجا دو بياوي (بالبرتغالية: Ipiranga do Piauí‏) بلدية في ولاية بياوي في المنطقة الشمالية الشرقية من البرازيل.